# Gørlev Sukkerfabrik
Gørlev Sukkerfabrik er en tidligere sukkerfabrik i Gørlev på Vestsjælland, der blev grundlagt i 1912 af en række landmænd i området under navnet Sukkerfabrikken Vestsjælland. Fabrikken blev overtaget af De Danske Sukkerfabrikker i 1934. I 1950'erne var fabrikken den største i landet, og 4500 landmænd fra både Sjælland og Jylland, og med omkring 700 ansatte i roesæsonen. Fabrikkens tilstedeværelse betød, at omkring 1/3 af Holbæk Amts landbrug producerede sukkerroer.
For at kunne få lokale sukkerroer til fabrikken blev der også anlagt en smalsporet jernbane, Slagelse-Værslev-banen, der stod færdig i 1920'erne. Affald fra produktionen blev sendt tilbage til gårdene, for at blive anvendt som foder.
Sporene blev ført til Mullerup Havn omkring 2 km vest for Mullerup, så sukkeret fra fabrikkerne kunne sejles derfra. Havnen var ejet af fabrikken fra omkring 1930-1960.
Roebanen blev nedlagt i 1960.
Fabrikken blev lukket i 2000.
Kulturstyrelsen har vurderet produktionsbygninger, de tilhørende boliger og jernbanen til at udgøre "et velbevaret industrielt kulturmiljø".
En del af sukkerfabrikkens bygninger blev i juni 2008 revet ned.